# Sándor Végh
Sándor Végh (17 de mayo de 1912 – 7 de enero de 1997) fue un compositor, violinista y director húngaro, más tarde francés. Se le conoce sobre todo por ser uno de los más importantes violinistas de música de cámara del siglo XX.

## Educación
Sándor Végh nació en 1912 en Kolozsvár (Transilvania, Reino de Hungría, desde 1920 Cluj-Napoca, Rumania).
Empezó a estudiar piano a los seis años. Ingresó en el Conservatorio de Budapest en 1924 y tomó lecciones de violín con Jenő Hubay y de composición con Zoltán Kodály. Comenzó su carrera como solista de violín en 1927 y tocó una composición de Richard Strauss bajo la batuta del propio compositor. Se graduó en el Conservatorio en 1930, tras ganar los premios Hubay y Reményi de la Institución en 1927. En esos años conoció de cerca a Bela Bartok y fue una de las últimas personas en acompañarlo antes de su partida de Hungría, en 1946.

## Carrera
Mientras se desarrollaba su carreta como solista, se unió al Trío Húngaro con Ilonka Krauss y László Vencze.
En 1934 se convirtió en uno de los miembros fundadores del Cuarteto Húngaro. En principio fue el primer violín, pero cedió ese puesto a Zoltán Székely y ocupó la segunda silla. Participó con el Cuarteto Húngaro en la primera interpretación en su país del Cuarteto de cuerda nº 5 de Béla Bartók.
Végh dejó el Cuarteto Húngaro en 1940 para fundar el suyo propio, el Cuarteto Végh. Durante la misma temporada se convirtió en profesor de la Academia de Música Franz Liszt de Budapest. Él y su cuarteto abandonaron Hungría en 1946. El conjunto siguió ofreciendo conciertos hasta mediados de la década de 1970; Végh también apareció como solista de violín. Se nacionalizó francés en 1953.
En 1952 conoció al violonchelista Pablo Casals, que invitó a Végh a unirse a él para dar clases en Zermatt, Suiza (1953-62) y a aparecer todos los años en el Festival de Prades (1953-69). La enseñanza era gratificante para él y desde entonces dio clases en el Conservatorio de Basilea (1953-63), en Friburgo (1954-62), Düsseldorf (1962-69) y en el Mozarteum de Salzburgo (1971-97).
Fundó el Festival Internacional de Música de Cámara de Cervo en 1962 y muchas veces apareció allí como director. Fundó la "Orquesta de Cámara Sándor Végh" y la dirigió por un periodo que duró de 1968 hasta 1971 y dirigió la Orquesta del Festival de Marlboro (1974-77). En 1972, tras una invitación para visitar Cornualles por parte de Hilary Tunstall-Behrens, fundó el Seminario Internacional de Músicos Prussia Cove. En 1978 se convirtió en director de la Camerata Académica del Mozarteum. Con ella realizó una grabación de los divertimentos y serenatas de Mozart que obtuvo el Gran Prix du Disque en 1989.
Se le nombró "Caballero de la Legión de Honor" en 1986, doctor honoris causa por las universidades de Warwick y Exeter (1987), "Commander" de la Order of the British Empire (CBE) a título honorífico en 1988 y se le concedió la Medalla de Oro de Salzburgo en 1987.
Tras una breve enfermedad, murió en un hospital de Freilassing, en Alemania, cerca de Salzburgo.